# 韦恩·恩格尔斯塔
韦恩·爱德华·恩格尔斯塔（英語：Wayne Edward Englestad，1966年12月6日—），美国NBA联盟前职业篮球运动员。